# Codex Aureus Harley
Pour les articles homonymes, voir Codex Aureus.
Le Codex Aureus Harley est un manuscrit enluminé contenant les évangiles, daté du début du IXe siècle.
Les historiens de l'art s'accordent pour y voir une œuvre exécutée par l'école de la cour de Charlemagne. L'ouvrage est entièrement écrit en lettres d'or. Après avoir appartenu aux collections de Robert Harley, il est actuellement conservé à la British Library (Harley 2788).

## Historique
Selon l'historien de l'art allemand Wilhelm Koehler, le manuscrit aurait été exécuté au sein du scriptorium de la cour de Charlemagne à Aix-la-Chapelle aux environs des années 800, le rattachant à un groupe de manuscrits réalisés par le même atelier et qu'il a appelé le Groupe d'Ada, en référence au plus ancien d'entre eux, l'évangéliaire d'Ada. 
La trace du manuscrit ne se retrouve qu'au XVIIe siècle, alors qu'il est en possession du magistrat français Jean-Jacques Charron. Après la vente posthume de sa collection, il est acquis en 1720 chez le libraire néerlandais Abraham de Hondt à La Haye par Robert Harley. Ses descendants cèdent sa collection et celle de son fils pour en faire l'un des fonds constitutifs de la bibliothèque du British Museum, devenue depuis la British Library.

## Description

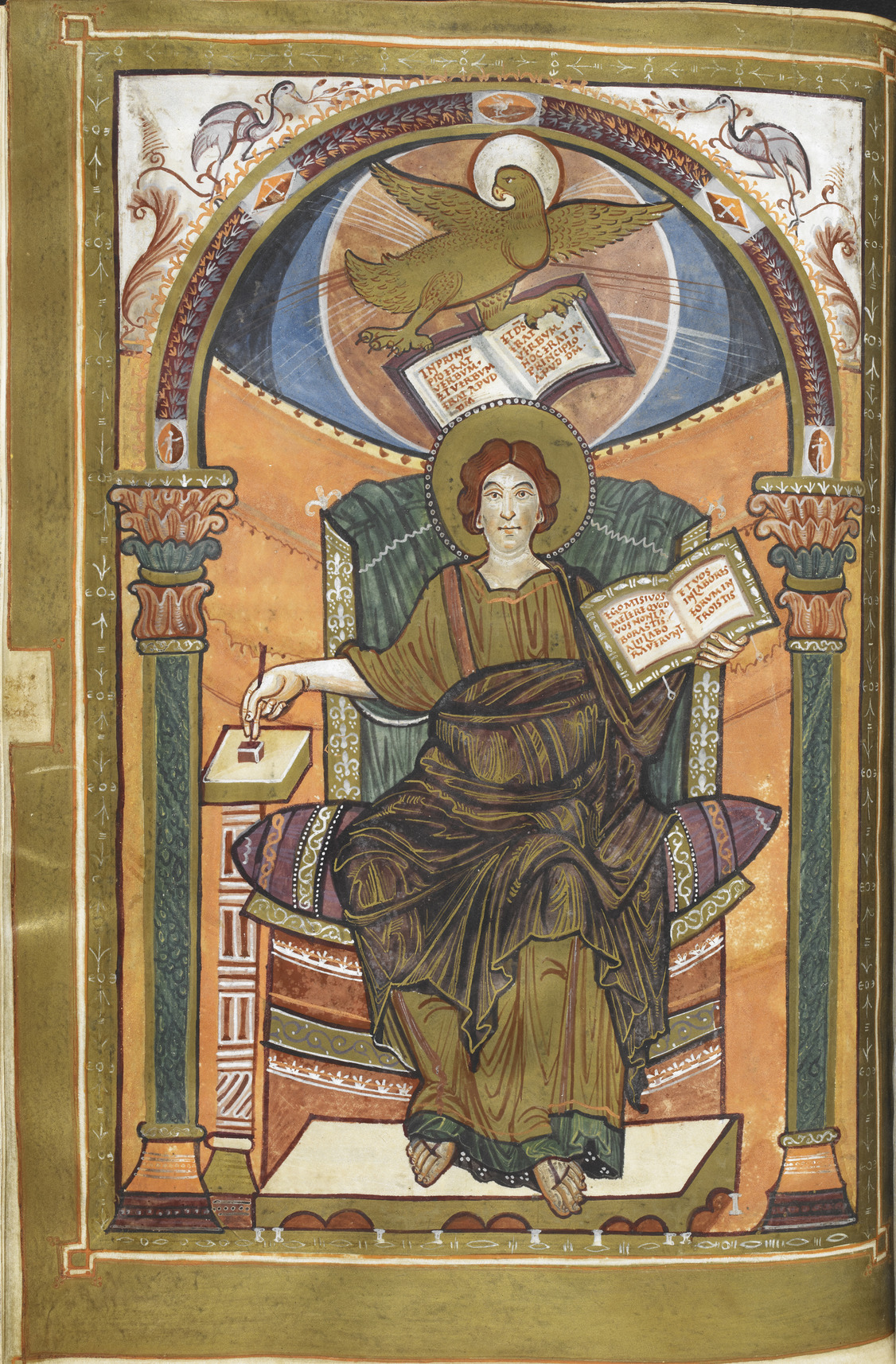
Portrait de saint Jean, f.161v

Le manuscrit contient les quatre évangiles accompagnés des canons de concordances et des capitulaires de références qui décrivent son usage liturgique. Le texte est écrit entièrement en lettres d'or d'où son nom de Codex Aureus. Les titres et les lettrines sont écrits en or et en rouge. Chaque colonne de texte est encadré par une bordure en or, argent et couleurs décorée d'entrelacs et de motifs zoomorphiques. Les canons de concordances possèdent un décor architectural et contiennent les symboles des évangélistes. Chaque évangile commence par la miniature du portrait de l'évangéliste en pleine page puis par un incipit lui aussi en pleine page décoré en rouge et or.